# 콘스탄티우스 3세

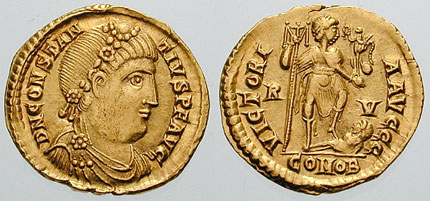

콘스탄티우스 3세(Constantius III, Flavius Constantius)는 421년 2월 8일부터 사망하기 9월 2일까지 재임한 서로마 제국의 로마 황제이다. 411년 마기스테르 밀리툼으로 승진할 정도다
423년 호노리우스 밑의 장군으로서 특출난 능력을 보여주었기 때문에 황제에 오르게 되었다. 같은 해 자신을 황제로 선언한 로마 장군 콘스탄티노스 3세의 반란을 제압하기 위해 보내졌다. 콘스탄티우스는 자신의 군대를 콘스탄티노스 3세의 수도인 갈리아 아를로 이끌었으며 아를을 포위하여 콘스탄티노스에 반역한 장군 제론티우스를 물리쳤다. 콘스탄티우스는 콘스탄티노스의 안전한 은퇴를 약속하며 그를 굴복시키는데 성공했으나 그가 항복하자마자 배신하여 참수하였다.
콘스탄티우스는 421년 2월 8일 호노리우스에 의해 서로마 제국의 황제로 선포되었다. 7개월을 통치하다가 421년 9월 2일 사망하였다.

## 생애
콘스탄티우스는 모이시아 니시에서 태어났으며 언제 태어났는지는 미상이다.

### 참고 자료
- Grant, Michael (2015). 《From Rome to Byzantium: The Fifth Century AD》. Routledge. ISBN 9781135166724.
- Adkins, Lesley; Adkins, Roy A. (2014). 《Handbook to Life in Ancient Rome》. Facts On File. ISBN 9780816074822.